# Doubrovo
Doubrovo (en macédonien Дуброво) est un village du sud de la Macédoine du Nord, situé dans la municipalité de Negotino. Le village comptait 49 habitants en 2002.

## Démographie
Lors du recensement de 2002, le village comptait :
- Macédoniens : 35
- Turcs : 15
- Albanais : 1
- Roms : 1
- Serbes : 1
- Autres : 1